# Aldo Franchini
Aldo Franchini, italijanski sodni medicinec, predavatelj in akademik, * 3. december 1910, Genova, † 3. april 1987, Genova.
Franchini je deloval kot predstojnik Inštituta za sodno medicino v Genovi in bil dopisni član Slovenske akademije znanosti in umetnosti (od 29. marca 1979).